# Campeonato de Wimbledon 1889
La edición 13.º del Campeonato de Wimbledon se celebró entre el 1 de julio y el 13 de julio de 1889 en las pistas del All England Lawn Tennis and Croquet Club de Wimbledon, Londres, Inglaterra.
El cuadro individual masculino lo iniciaron 24 jugadores mientras que el femenino lo iniciaron 6 tenistas.

## Hechos destacados
En la competición individual masculina se impuso el británico William Renshaw logrando el séptimo título que obtendría en el torneo al imponerse en la final al británico Ernest Renshaw.
En la competición individual femenina la victoria fue para la británica Blanche Bingley logrando el segundo título que obtendría en Wimbledon al imponerse a la británica Lena Rice.

## Palmarés
| Seniors              | Vencedor                       | Resultado               | Finalista                    | Finalista |
| -------------------- | ------------------------------ | ----------------------- | ---------------------------- | --------- |
| Individual masculino | William Renshaw                | 6–4, 6–1, 3–6, 6–0      | Ernest Renshaw               |           |
| Individual femenino  | Blanche Bingley                | 4–6, 8–6, 6–4           | Lena Rice                    |           |
| Dobles masculino     | William Renshaw Ernest Renshaw | 6–4, 6–4, 3–6, 0–6, 6–1 | Ernest Lewis George Hillyard |           |

## Cuadros Finales

### Torneo individual  femenino
| Predecesor: 1888                                       | Campeonato de Wimbledon 1889 | Sucesor: 1890                                       |
| Predecesor: Campeonato nacional de Estados Unidos 1888 | Grand Slam 1889              | Sucesor: Campeonato nacional de Estados Unidos 1889 |

- Datos: Q951238